# Silent Möbius
Silent Möbius (サイレントメビウス Sairento Mebiusu?), es un manga de doce volúmenes creado por el mangaka Kia Asamiya, del cual se realizaron dos películas y una serie de anime de 26 episodios.
Está fuertemente influenciado por la película Blade Runner y se centra en la vida de los miembros del Attacked Mystification Police Force (AMP), un grupo compuesto solo por mujeres con varios talentos y personalidades, encargado de la protección de Tokio contra la invasión de criaturas extradimensionales llamadas Lucifer Hawk.

## Argumento
En 1999, Gigelf Liqueur, ayudado por el Gremio de Magos y la Corporación Maverick, ponen en marcha un plan para abrir el portal entre la Tierra y el mundo de Némesis. Se quería intentar cambiar el aire y el agua contaminados de la Tierra por el aire y el agua de Némesis y, para lograrlo, se construyó un ciclotrón enorme debajo de Tokio. Desafortunadamente para todos los involucrados, Ganossa Maximilian (el viejo aprendiz de Gigelf) saboteó el plan, abriendo el portal antes de tiempo y manipulándola para sus propios beneficios. Seguido a este suceso, Gigelf y el Gremio de Magos lucharon contra una invasión de Lucifer Hawk (el nombre para los habitantes de Némesis) por varios años. Gigelf fue asesinado en el 2006 y el resto del gremio corrió la misma suerte en los años siguientes.
En el 2023, Rally Cheyenne, hija de Lufa Cheyenne, una miembro del gremio, comenzó la Attacked Mystification Police. De la herencia mezclada (su padre era de Némesis), Rally se sintió en parte responsable por los ataques en crecimiento contra humanos inocentes por criaturas invasoras de Némesis. Comenzó la organización con solo tres oficiales (Kiddy Phenil, Lebia Maverlick y Nami Yamigumo). Durante los años siguientes, se añadieron a su equipo Katsumi Liqueur y Yuki Saiko; ayudando a proteger la Tierra de los viciosos Lucifer Hawk. Se indaga las historias personales de cada uno de los personajes y como ha afectado sus vidas pertenecer al AMP.

## Personajes

### Katsumi Liqueur
La serie comienza cuando es llamada a integrar el AMP por ser hija de Gigelf Liqueur. A través de la serie, tiene una serie de cambios, el primero de ellos es relacionarse con sus compañeras, luego conocer a Robert de Vice, un gran amor y quien la ayudara a resolver sus dudas.
En el transcuso de la historia, descubre secretos sobre sus padres (como quiénes eran en realidad, además de cómo se conocieron), todos ellos resueltos por Rally y una espada propiedad de su padre, llamada Grospolina.

### Rally Cheyenne
Fundadora del AMP, hija de Lufa Cheyenne y una humana. Es quien establece todas las conexiones de los miembros de su agencia, sabe el por qué de ciertos acontecimientos de la serie. Tiene una hermana llamada Rosa, que es colaboradora de Ganossa.

### Kiddy Phenil
Perteneció a la policía normal hasta que fue atacada por un Megadyne y la deja casi sin vida, ahora transformada en una cyborg, está en el AMP y es quien prueba las armas desarrolladas por su compañera Lebia y también establece una relación con Ralph Bomars, de la unidad de detectives.

### Nami Yamigumo
Es la que se encarga de la parte mágica del AMP sellando los lugares donde están los Lucifer Hawk. En el capítulo titulado "KAGOME, KAGOME", se enfrenta a su familia y a su pasado para ser la heredera y explica por qué se unió al AMP. Tiene un hermano y una hermana (Nana Yamigumo).

### Lebia Maverick
Nieta del dueño de la corporación Maverick, Stephan Maverick, él fue quien proporcionó parte de la ayuda para reparar los daños de la Tierra. Es quien diseña las armas para sus compañeras. La relación de ella con su abuelo se ven en el capítulo 8 y en el 14.

### Robert de Vice
Es policía de una unidad especial, se encarga de entrenar a Katsumi enamorándose de ella e incluso provocándole celos con Lum Chen, la última en unirse al AMP.
Se podría decir que es el único hombre de la organización, pues está todo el tiempo informándose sobre todo lo que pasa allí, finalmente cae asesinado por el mismísimo Ganossa, cosa que afecta mucho a todos y a Katsumi más que a nadie.

### Yuki Saiko
Es la más joven del AMP, toda su niñez la paso en un laboratorio donde le administraban medicamentos experimentales, por lo cual se cree que desarrolló sus poderes, aunque no los usa del todo.
En el capítulo 10, se ve que junto a otras 3 niñas (Hiroko, Lisa y Annie) fue experimento del Dr Tajima. Yuki no soportó ese lugar y escapó junto a Lisa y Hiroko lanzándose al mar, dejando a Annie.

### Lum Cheng
Es una joven china que se une al AMP en el Episodio 13. Es de carácter fuerte y le gusta molestar a Yuki. Se enamora de Robert De Vice, generando bastante conflicto con Katsumi.

## Anime

### Películas
En 1991 y 1992, se realizaron dos películas de anime para cines. La primera, llamada Silent Möbius - The Motion Picture (también conocida como Part 1) producida por AIC y Kadokawa Shoten, fue dirigida por Kazuo Tomizawa y escrita por Kei Shigema. La segunda, Silent Möbius - The Motion Picture 2 (Part 2), producida por AIC, Kadokawa Shoten, JVC y Pioneer LDC, que contó con una animación muy criticada, fue dirigida por Yasunori Ide y escrita por Manabu Nakamura. Kaoru Wada compuso la banda sonora para ambas películas. En algunas versiones, estas películas se han recopilado en una sola.

### Serie de TV
En 1998 se realizó una serie de televisión de 26 episodios, producida por el estudio de animación Radix, TV Tokyo y Sotsu Eizo. La dirección corrió a cargo de Hideki Tonokatsu, mientras que Hiroyuki Kawasaki se desempeñó como escritor y el compositor estadounidense Jimmie Haskell compuso la banda sonora. Fue transmitida en Japón por TV Tokyo desde el 7 de abril de 1998 al 29 de septiembre del mismo año. En América Latina fue licenciada y transmitida por Locomotion desde el año 2001, en idioma original y subtitulado.

## Bandas Sonoras
La banda sonora de las dos películas estuvo a cargo de Kaoru Wada:
- Tema de cierre en Silent Möbius - The Motion Pictures:[3]
  - Sailing por Tokyo Shounen.

- Tema de inserto en Silent Möbius - The Motion Pictures:
  - Nōmu (濃霧; Heavy Fog) por Naoko Matsui.

- Tema de cierre en Silent Möbius - The Motion Pictures 2:
  - Tabidatsu Asa ni (旅立つ朝に; To Journey in the Morning) por Saiko Suzuki.[4]

La banda sonora de la serie de televisión estuvo a cargo del compositor estadounidense Jimmie Haskell, con Suzie Katayama y Kenichi Sudo.
- Tema de apertura:
  - Kindan no Panse por Saori Ishitsuka.

- Temas de cierre:
  - 1# Silently por Karen Mok. (Ep. 1-19)
  - 2# Till The End of Time por Jason Scheff & Mica Okudoi. (Ep. 20-26)[6]

- Canciones de inserto:
  - Can We Bring the Love In por Warren Wiebe.
  - Gone por Tom Keane.
  - You Paint the Sky por Jason Scheff.